# 백전초등학교 용소분교
백전초등학교 용소분교는 대한민국 강원특별자치도 정선군 화암면 백전리 101-2에 있었던 공립 초등학교이다.

## 연혁
- 1970. 03. 01 : 백전국민학교 용소분교장 설립
- 1996. 03. 01 : 백전초등학교 용소분교장 교명 변경
- 2008. 03. 01 : 학생수 감소로 통폐합